# Quarry Bay (métro de Hong Kong)
Quarry Bay (chinois traditionnel : 鰂魚涌) est une station du métro de Hong Kong. Située dans l'Eastern District, elle doit son nom au quartier d'affaires Quarry Bay. Elle connecte les Tseung Kwan O line et Island line.